# Liste der Bodendenkmäler in Falkenfels
Auf dieser Seite sind die Bodendenkmäler in der niederbayerischen Gemeinde Falkenfels zusammengestellt. Diese Tabelle ist eine Teilliste der Liste der Bodendenkmäler in Bayern. Grundlage ist die Bayerische Denkmalliste, die auf Basis des Bayerischen Denkmalschutzgesetzes vom 1. Oktober 1973 erstmals erstellt wurde und seither durch das Bayerische Landesamt für Denkmalpflege geführt wird. Die folgenden Angaben ersetzen nicht die rechtsverbindliche Auskunft der Denkmalschutzbehörde.

## Bodendenkmäler in Falkenfels
| Lage                            | Objekt | Akten-Nr.     | Bild                                           |
| ------------------------------- | --- | ------------- | ---------------------------------------------- |
| Burgstraße 8 (Standort)         | Untertägige mittelalterliche und frühneuzeitliche Befunde und Funde im Bereich von Schloss Falkenfels.                           | D-2-6941-0004 | weitere Bilder                                 |
| Burgstraße 10 (Standort)        | Untertägige frühneuzeitliche Teile der katholischen Schlosskapelle St. Joseph in Falkenfels und deren Vorgängerbauten.           | D-2-6941-0039 | Untertägige frühneuzeitliche Teile             |
| St.-Nikola-Straße 11 (Standort) | Untertägige frühneuzeitliche Teile der katholischen Filialkirche St. Nikolaus in Falkenfels.                                     | D-2-6941-0040 | Untertägige frühneuzeitliche Teile             |
| (Standort)                      | Untertägige frühneuzeitliche Befunde und Funde im Bereich der katholischen Filialkirche St. Johannes der Täufer in Sankt Johann. | D-2-7041-0194 | Untertägige frühneuzeitliche Befunde und Funde |